# Rouxville
Rouxville este un oraș din Provincia Free State, Africa de Sud.